# Dekanat Santa Catalina de Alejandría (archidiecezja Cartagena de Indias)
Dekanat Santa Catalina de Alejandría – jeden z 11 dekanatów rzymskokatolickiej archidiecezji Cartagena de Indias w Kolumbii. 
Według stanu na styczeń 2017 w skład dekanatu Santa Catalina de Alejandría wchodziło 8 parafii rzymskokatolickich. Urząd dziekana sprawował wówczas Víctor Bustamante, proboszcz parafii św. Stanisława Kostki w San Estanislao. Koordynatorem dekanatu do spraw misji zaś był wówczas Jhonatan Montes. 

## Lista parafii
Źródło:
| Lp. | Miejscowość    | Parafia                                                 | Grafika | Kościół                                                               | Adres                          | Proboszcz                          |
| --- | -------------- | ------------------------------------------------------- | ------- | --------------------------------------------------------------------- | ------------------------------ | ---------------------------------- |
| 1   | Clemencia      | Parafia św. Józefa                                      |         | Kościół św. Józefa w Clemencia                                        | Plaza Principal, Clemencia     | ks. Anibal José Zúñiga Blanco      |
| 2   | Galerazamba    | Parafia Wniebowzięcia Najświętszej Maryi Panny          |         | Kościół Wniebowzięcia Najświętszej Maryi Panny w Galerazamba          | Plaza Principal, Galerazamba   | ks. Julio César Muñoz García       |
| 3   | San Estanislao | Parafia św. Stanisława Kostki                           |         | Kościół św. Stanisława Kostki w San Estanislao                        | Cll 22 # 18-08. San Estanislao | ks. Víctor Bustamante Torres       |
| 4   | Santa Catalina | Parafia św. Katarzyny                                   |         | Kościół św. Katarzyny w Santa Catalina                                | Plaza Principal.Santa Catalina | ks. Julio César Muñoz García       |
| 5   | Santa Rosa     | Parafia św. Róży z Limy                                 |         | Kościół św. Róży z Limy w Santa Rosa                                  | Plaza Principal Santa Rosa     | ks. Yobani Enrique Marrugo Marrugo |
| 6   | Bayunca        | Parafia św. Antoniego Padewskiego                       |         | Kościół św. Antoniego Padewskiego w Bayunca                           | Plaza Principal, Bayunca       | ks. Yobani Enrique Marrugo Marrugo |
| 7   | Soplaviento    | Parafia Niepokalanego Poczęcia Najświętszej Maryi Panny |         | Kościół Niepokalanego Poczęcia Najświętszej Maryi Panny w Soplaviento | Plaza Principal, Soplaviento   | ks. Duvan Yesid Carmona Giraldo    |
| 8   | Villanueva     | Parafia św. Jana Chrzciciela                            |         | Kościół św. Jana Chrzciciela w Villanueva                             | Cll 14 # 14-45, Villanueva     | ks. Juan Carlos Sarabia Sará       |